# Ulrich Förstermann

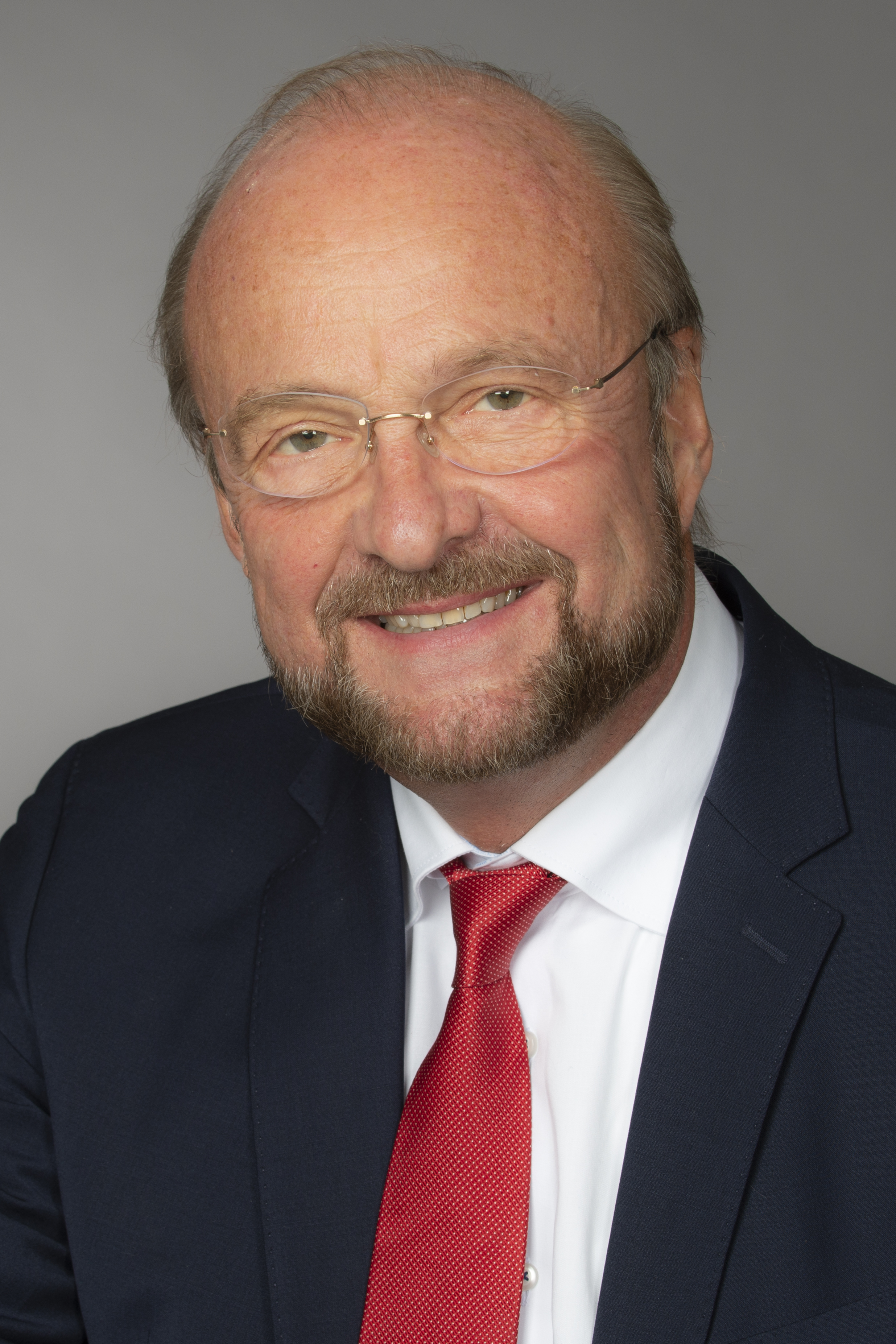
Ulrich Förstermann (2020)

Ulrich Förstermann (* 4. April 1955 in Hildesheim) ist ein deutscher Arzt und Pharmakologe.

## Leben
Förstermann studierte von 1973 bis 1980 Medizin an der Albert-Ludwigs-Universität in Freiburg im Breisgau. Er wurde 1980 mit einem pharmakologischen Thema zum Doktor der Medizin promoviert. Seine ersten Assistentenjahre (1980–1984) verbrachte er im Institut für Experimentelle und Klinische Pharmakologie (Lehrstuhl: Georg Hertting) der Albert-Ludwigs-Universität. 1984 wechselte er in Abteilung für Klinische Pharmakologie der Medizinischen Hochschule Hannover (MHH), wo er im Juli 1986 habilitierte und 1987 zum C2-Professor ernannt wurde. 1989 ging Förstermann mit einem Heisenberg-Stipendium der Deutschen Forschungsgemeinschaft (DFG) in die USA.  Hier arbeitete er mit dem späteren Nobelpreisträger für Medizin Ferid Murad in den Labors von Abbott Laboratories, North Chicago, Illinois. Gleichzeitig erhielt er eine Position als „Adjunct Professor of Pharmacology“ an der Northwestern University, Chicago, Illinois.  Ab 1991 leitete Förstermann als Projektleiter die Gefäßbiologische Abteilung bei Abbott Laboratories. 1993 nahm er einen Ruf auf den Lehrstuhl (C4-Professur) für Pharmakologie der Johannes Gutenberg-Universität Mainz an, nachdem er einen entsprechenden Ruf der Johann Wolfgang Goethe-Universität Frankfurt abgelehnt hatte. 2009 bis 2013 war Förstermann Vizepräsident für Forschung der Johannes Gutenberg-Universität Mainz. Von 2013 – 2024 war er wissenschaftlicher Vorstand und Dekan der Universitätsmedizin Mainz.
Seit 2011 ist Förstermann Mitglied der Bürgerinitiative Pro Kulturhauptstadt Freiburg.

## Forschung und wissenschaftliche Aktivitäten
Förstermann leistete mit seinen Forschungsarbeiten wesentliche Beiträge zum Verständnis der endothelabhängigen Relaxation von Blutgefäßen (durch Stickstoffmonoxid), der Identifikation der Enzymgruppe der Stickstoffmonoxid-Synthasen, sowie dem Phänomen  oxidativer Stress im Blutgefäßsystem. Förstermann hat über 270 Beiträge in wissenschaftlichen Zeitschriften mit Gutachtersystem veröffentlicht. Laut der Plattform Webometics (Rankin Web of Universities) hat(te) er 2021 einen Hirsch-Index von 103. Er ist auch Autor und Mitherausgeber eines der großen deutschsprachigen Pharmakologie-Lehrbücher. Förstermann war Präsident von EPHAR – Federation of European Pharmacological Societies von 2010 bis 2012, Präsident-Elect des europäischen Dachverbandes 2008 bis 2010. Von 2006 bis 2011 war Förstermann auch stellvertretender Vorsitzender der Deutschen Gesellschaft für Pharmakologie.

## Auszeichnungen und Preise
Förstermann erhielt eine Reihe wissenschaftlicher Preise; so den Gödecke/Warner-Lambert-Forschungspreis 1979 von der Albert-Ludwigs-Universität Freiburg, den Fritz-Külz-Preis für Pharmakologie 1986 der Deutschen Gesellschaft für Experimentelle und Klinische Pharmakologie und Toxikologie, den Rudolph-Schoen-Preis 1989 der Medizinischen Hochschule Hannover und ein Heisenberg-Stipendium der Deutschen Forschungsgemeinschaft 1989–1993 (welches er 1991 vorzeitig zurückgab, s. o.). Im Jahr 2014 erhielt er die „Rodolfo Paoletti Medal for Distinction in European Pharmacology“ von der Dachorganisation der Europäischen Pharmakologischen Gesellschaften EPHAR. 2017 erhielt er den Ariëns Award der Nederlandse Vereniging voor Farmacologie – Dutch Pharmacological Society für wegweisende Forschungsarbeiten auf dem Gebiet der molekularen Pharmakologie.

## Schriften und Aufsätze (deutschsprachige Auswahl)
- Klaus Aktories, Ulrich Förstermann, Franz Hofmann, Klaus Starke: Allgemeine und spezielle Pharmakologie und Toxikologie. 12. Auflage, Elsevier, München 2017, ISBN 978-3-437-42525-7.
- Klaus Aktories, Ulrich Förstermann, Franz Hofmann, Klaus Starke: Repetitorium Allgemeine und spezielle Pharmakologie und Toxikologie. 2. Auflage, Elsevier, München 2009, ISBN 978-3-437-42512-7.
- Eckard Eich, Ulrich Förstermann, Chlodwig Franz, Horst Rimpler: Pharmazeutische Biologie. 2. Biogene Arzneistoffe. 2. Auflage, Deutscher Apotheker Verlag, Stuttgart 1999, ISBN 3-7692-2326-8.
- Ulrich Förstermann: Stickoxid (NO): Umweltgift und körpereigener Botenstoff. In: Biologie in unserer Zeit. Band 24, H. 2, 1994, S. 62–69, ISSN 0045-205X.